# Cantó de Talença
El cantó de Talença és un cantó francès del departament de la Gironda, situat al districte de Bordeus. Compta amb el municipi de Talença.

## Història
| Data d'elecció                           | Identitat       | Partit           | Qualitat |
| ---------------------------------------- | --------------- | ---------------- | -------- |
| 1967-1979                                | Marcel Thomas   | SFIO, després PS |          |
| 1979-1985                                | Yves Buffet     | PS               |          |
| 1985-1998                                | Alain Cazabonne | UDF              |          |
| 1998-2004                                | Yves Buffet     | PS               |          |
| 2004-                                    | Gilles Savary   | PS               |          |
| les dades anteriors no són pas conegudes |                 |                  |          |
|                                          |                 |                  |          |

## Demografia
| 1962   | 1968   | 1975   | 1982   | 1990   | 1999   | 2006   |
| ------ | ------ | ------ | ------ | ------ | ------ | ------ |
| 25.874 | 29.161 | 34.127 | 34.692 | 34.485 | 37.210 | 40.920 |